# Itaguatins
Itaguatins är en kommun i Brasilien.   Den ligger i delstaten Tocantins, i den centrala delen av landet, 1 100 km norr om huvudstaden Brasília. Antalet invånare är 6 029.
Omgivningarna runt Itaguatins är huvudsakligen savann. Runt Itaguatins är det glesbefolkat, med 8 invånare per kvadratkilometer.